# Aschwak T.
Aschwak T., auch Ashwaq geschrieben (* 1998 oder 1999 im Irak) ist eine Jesidin aus dem Irak. Dort wurde sie nach dem Einmarsch des IS im Jahr 2014 durch IS-Mitglieder versklavt, gefoltert und vergewaltigt. Sie wurde von  Deutschland aufgenommen. Nach eigenen Angaben hat sie in Schwäbisch Gmünd einen ihrer Peiniger wiedererkannt und sei von ihm bedroht worden. Sie kehrte aus Angst in ihre Heimat zurück. Die ergebnislos verlaufenen polizeilichen Ermittlungsmaßnahmen kritisierte sie medial, was zu Aufmerksamkeit in sozialen Medien und überregionaler Berichterstattung geführt hat. Ende September 2018 kam sie erneut nach Deutschland, wo sie medizinisch und psychologisch betreut wurde.
Im November 2019 räumte sie ein, dass sie ihrem Peiniger in Deutschland nicht getroffen habe, sondern dies eine Verwechslung gewesen sei.

## Leben

### Geburt und Jugend
Aschwak T. ist eine im Irak geborene Jesidin.

### Gefangenschaft und Flucht
2014 überfiel der Islamische Staat das Dorf der damals 15-Jährigen. Sie wurde zusammen mit anderen jungen und minderjährigen Frauen verschleppt. Auf einem Sklavenmarkt wurde sie für 100 amerikanische Dollar an ein IS-Mitglied verkauft. Dieser hat sie vergewaltigt und körperlich wie seelisch misshandelt. Vom 3. August bis 22. Oktober 2014 wurde sie zusammen mit sechs anderen Frauen von 18 IS-Tätern missbraucht. Ihr gelang, zusammen mit anderen jungen und minderjährigen Frauen, die Flucht – sie hatten Allergiemedikamente ins Essen getan, woraufhin die Täter eingeschlafen sind. Sie flüchtete ins Sindschargebirge, wohin viele Jesiden geflüchtet waren. Dort traf sie einige Familienmitglieder. Im Rahmen des „Sonderkontingents für besonders schutzbedürftige Frauen und Kinder“, einem Programm der baden-württembergischen Landesregierung für jesidische Frauen und Kinder, konnte sie mit ihrer Mutter und einem Bruder nach Deutschland einreisen und wurde in Baden-Württemberg betreut.

### Angebliches Wiedertreffen mit ihrem Peiniger
In Schwäbisch Gmünd 2018 traf sie Abu Humam, einen ihrer Peiniger, auf der Straße wieder. Dieser kam auf sie zu und erzählte ihr Details über ihren Aufenthaltsort, sagte ihr, dass er alles über ihren Aufenthalt in Deutschland wisse, und gab detaillierte Beschreibungen über ihre Familie preis. Zum Schluss sagte er ihr, dass er sie an ihren Augen wiedererkennen würde: „Er sagt, er kenne mein ganzes Leben in Deutschland. Ich hatte solche Angst, ich konnte nicht mehr reden“, sagte sie auf YouTube. Das Misshandlungsopfer des IS ging zur deutschen Polizei und stellte eine Strafanzeige. Auch weitere Frauen geben an, diesen Mann als IS-Täter wiedererkannt zu haben. Laut eigenen Angabe erhielt sie kaum Unterstützung vom deutschen Staat: „Die Polizei sagte mir, er ist genau wie ich ein Flüchtling und dass sie nicht viel tun könnten. Sie gaben mir nur eine Telefonnummer, die ich kontaktieren könne, wenn Abu Humam mich wieder anspricht.“ Letztenendes ist sie aus Deutschland geflohen: „Ich hatte solche Angst, ich konnte nicht mehr in Deutschland bleiben.“
Das Landeskriminalamt in Baden-Württemberg und die Bundesanwaltschaft in Karlsruhe behaupteten, dass sie keine Ermittlungen im Fall durchführen „können, da die Zeugin für Rückfragen aktuell nicht erreichbar“ sei. Laut Aschwak T. hätten die deutschen Behörden nicht versucht, sie im Irak zu kontaktieren. Nach Recherchen des SWR stützen Zeuginnen die Darstellung der Frau. Die stellvertretende Vorsitzende des Zentralrates der Jesiden, Zemfira Dlovani, berichtete, weitere Mädchen hätten den mutmaßlichen IS-Kämpfer wiedererkannt.
Ende Oktober 2018 wurde bekannt, dass die Behörden Zweifel an dem Vorfall hegen. Demnach habe ihr Vater versucht, mit der Familie nach Australien auszuwandern. Nachdem dies von Australien abgelehnt wurde, verlangte er von der baden-württembergischen Landesregierung, 20 Angehörige aufzunehmen, andernfalls werde er eine Medienkampagne starten. Insider vermuteten, dass Aschwak von ihrer Familie als Hebel benutzt wurde. Der Psychologe Jan İlhan Kızılhan, der das baden-württembergische Jesiden-Programm leitet, hielt es für möglich, dass Aschwak wegen ihres Traumas einen fremden Mann für den Täter gehalten habe. Im November 2019 räumte sie ein, dass sie ihrem Peiniger in Deutschland nicht gegenüber gestanden habe.